# Kazan
Kazan (tiếng Nga: Каза́нь; tiếng Tatar: Казан, Qazan) là thành phố thủ phủ của Cộng hòa Tatarstan, Nga, nằm ở nơi hội lưu của sông Volga và sông Kazanka trong lãnh thổ Nga ở châu Âu.
Thành phố được thành lập từ cuối thế kỷ XIII và hiện nay là thành phố lớn thứ năm của Nga. Trong Chiến tranh Xô-Đức, rất nhiều nhà máy quân sự của Liên Xô được di chuyển về Kazan, làm cho Kazan trở thành một trung tâm công nghiệp quốc phòng. Sau chiến tranh, Kazan tiếp tục là trung tâm công nghiệp và khoa học của Liên Xô và Nga. Tháng 4, 2009 Văn phòng Sáng chế Nga đã chứng nhận quyền của thành phố Kazan được gọi là "Thủ đô thứ ba" của Nga (sau Moskva và Sankt Petersburg). Năm 2009, thành phố được chọn là "thủ đô thể thao của Nga". Kazan nổi tiếng vì sự pha trộn văn hóa Tatar và văn hóa Nga. Tuy thành phố từng bị chiếm đóng và phá hủy phần lớn trọng Loạn Pugachev hồi giữa thế kỷ XVIII, song đã được khôi phục. Pháo đài Kazan Kremli của thành phố được xếp hạng là di sản thế giới.

## Tên gọi
Nguồn gốc tên gọi của thành phố vẫn chưa được biết chắc chắn. Từ qazan trong tiếng Tatar có nghĩa là 'nồi đun' hay 'vạc'. Qazan ban đầu là tên của một loại chảo nấu ăn đặc biệt.

## Khí hậu
| Dữ liệu khí hậu của Kazan               | Dữ liệu khí hậu của Kazan | Dữ liệu khí hậu của Kazan | Dữ liệu khí hậu của Kazan | Dữ liệu khí hậu của Kazan | Dữ liệu khí hậu của Kazan | Dữ liệu khí hậu của Kazan | Dữ liệu khí hậu của Kazan | Dữ liệu khí hậu của Kazan | Dữ liệu khí hậu của Kazan | Dữ liệu khí hậu của Kazan | Dữ liệu khí hậu của Kazan | Dữ liệu khí hậu của Kazan | Dữ liệu khí hậu của Kazan |
| Tháng                                   | 1                         | 2                         | 3                         | 4                         | 5                         | 6                         | 7                         | 8                         | 9                         | 10                        | 11                        | 12                        | Năm                       |
| --------------------------------------- | ------------------------- | ------------------------- | ------------------------- | ------------------------- | ------------------------- | ------------------------- | ------------------------- | ------------------------- | ------------------------- | ------------------------- | ------------------------- | ------------------------- | ------------------------- |
| Cao kỉ lục °C (°F)                      | 4.5 (40.1)                | 5.2 (41.4)                | 14.0 (57.2)               | 29.5 (85.1)               | 33.5 (92.3)               | 37.5 (99.5)               | 38.9 (102.0)              | 39.0 (102.2)              | 32.3 (90.1)               | 23.4 (74.1)               | 15.0 (59.0)               | 6.1 (43.0)                | 39.0 (102.2)              |
| Trung bình ngày tối đa °C (°F)          | −7.2 (19.0)               | −6.7 (19.9)               | −0.2 (31.6)               | 10.2 (50.4)               | 19.0 (66.2)               | 23.6 (74.5)               | 25.5 (77.9)               | 22.9 (73.2)               | 16.3 (61.3)               | 8.1 (46.6)                | −1.0 (30.2)               | −5.8 (21.6)               | 8.7 (47.7)                |
| Trung bình ngày °C (°F)                 | −10.4 (13.3)              | −10.1 (13.8)              | −3.9 (25.0)               | 5.5 (41.9)                | 13.3 (55.9)               | 18.1 (64.6)               | 20.2 (68.4)               | 17.6 (63.7)               | 11.7 (53.1)               | 4.8 (40.6)                | −3.4 (25.9)               | −8.6 (16.5)               | 4.6 (40.3)                |
| Tối thiểu trung bình ngày °C (°F)       | −13.5 (7.7)               | −13.3 (8.1)               | −7.2 (19.0)               | 1.7 (35.1)                | 8.3 (46.9)                | 13.4 (56.1)               | 15.5 (59.9)               | 13.3 (55.9)               | 8.2 (46.8)                | 2.2 (36.0)                | −5.6 (21.9)               | −11.4 (11.5)              | 1.0 (33.8)                |
| Thấp kỉ lục °C (°F)                     | −46.8 (−52.2)             | −39.9 (−39.8)             | −31.7 (−25.1)             | −25.6 (−14.1)             | −6.5 (20.3)               | −1.4 (29.5)               | 2.6 (36.7)                | 1.6 (34.9)                | −5.4 (22.3)               | −23.4 (−10.1)             | −36.6 (−33.9)             | −43.9 (−47.0)             | −46.8 (−52.2)             |
| Lượng Giáng thủy trung bình mm (inches) | 41 (1.6)                  | 34 (1.3)                  | 33 (1.3)                  | 30 (1.2)                  | 41 (1.6)                  | 63 (2.5)                  | 67 (2.6)                  | 59 (2.3)                  | 52 (2.0)                  | 53 (2.1)                  | 46 (1.8)                  | 43 (1.7)                  | 562 (22.1)                |
| Số ngày mưa trung bình                  | 3                         | 2                         | 4                         | 11                        | 15                        | 18                        | 16                        | 16                        | 18                        | 17                        | 10                        | 5                         | 135                       |
| Số ngày tuyết rơi trung bình            | 26                        | 22                        | 16                        | 6                         | 1                         | 0                         | 0                         | 0                         | 1                         | 7                         | 20                        | 24                        | 123                       |
| Độ ẩm tương đối trung bình (%)          | 84                        | 80                        | 76                        | 67                        | 58                        | 65                        | 68                        | 70                        | 75                        | 80                        | 85                        | 84                        | 74                        |
| Số giờ nắng trung bình tháng            | 49                        | 89                        | 150                       | 205                       | 282                       | 293                       | 291                       | 254                       | 160                       | 84                        | 41                        | 33                        | 1.931                     |
| Nguồn 1: Pogoda.ru.net                  |                           |                           |                           |                           |                           |                           |                           |                           |                           |                           |                           |                           |                           |
| Nguồn 2: NOAA (nắng, 1961–1990)         |                           |                           |                           |                           |                           |                           |                           |                           |                           |                           |                           |                           |                           |

## Dân số
| Năm  | Dân số                      |
| ---- | --------------------------- |
| 1550 | 50,000                      |
| 1557 | 7,000                       |
| 1800 | 40,000                      |
| 1830 | 43,900                      |
| 1839 | 51,600                      |
| 1859 | 60,600                      |
| 1862 | 63,100                      |
| 1883 | 140,000                     |
| 1897 | 130,000                     |
| 1917 | 206,600                     |
| 1926 | 179,000                     |
| 1939 | 398,000                     |
| 1959 | 667,000                     |
| 1979 | 989,000                     |
| 1989 | 1.094.400                   |
| 1997 | 1.076.000                   |
| 2000 | 1.089.500                   |
| 2002 | 1.105.289 (điều tra dân số) |
| 2008 | 1.120.200                   |
| 2009 | 1.130.717                   |
| 2010 | 1.136.566                   |

## Hành chính
Kazan được chia làm 7 quận:
| Số | Quận            | Dân số  | Diện tích (km²) |
| -- | --------------- | ------- | --------------- |
| 1  | Aviastroitelny  | 109,582 | 38.91           |
| 2  | Vakhitovsky     | 93,083  | 25.82           |
| 3  | Kirovsky        | 110,465 | 108.79          |
| 4  | Moskovsky       | 132,400 | 38.81           |
| 5  | Novo-Savinovsky | 196,783 | 20.66           |
| 6  | Privolzhsky     | 222,602 | 115.77          |
| 7  | Sovetsky        | 240,374 | 76.87           |

## Du lịch
Có hơn 40 khách sạn trong thành phố, gồm có:
| Sao       | Tên khách sạn    |
| --------- | ---------------- |
| * * * * * | Mirage           |
| * * * *   | Bon Ami          |
| * * * *   | Grand Hotel      |
| * * * *   | Giuseppe         |
| * * * *   | Korston          |
| * * * *   | Riviera          |
| * * * *   | Suleiman Palace  |
| * * * *   | Shalyapin Palace |
| * * *     | Ryan Johnson     |
| * * *     | Amax-Safar       |
| * * *     | Bulgar           |
| * * *     | Volga            |

| Sao   | Tên khách sạn        |
| ----- | -------------------- |
| * * * | Gulfstream           |
| * * * | Derbyshky            |
| * * * | Dusliq               |
| * * * | Ibis                 |
| * * * | Kolvy                |
| * * * | Novinka              |
| * * * | Teatral'naya mansion |
| * * * | Premium              |
| * * * | Prestige House       |
| * * * | Polyot               |
| * * * | Regina (network)     |
| * * * | Hayall               |